# Río Camacho (vattendrag i Bolivia, Tarija)
Río Camacho är ett vattendrag i Bolivia.   Det ligger i departementet Tarija, i den södra delen av landet, 300 km söder om huvudstaden Sucre.
Omgivningen kring Río Camacho är i huvudsak ett öppet busklandskap. Området är mycket glesbefolkat, med 6 invånare per kvadratkilometer.